# Kshetra Pratap Adhikari

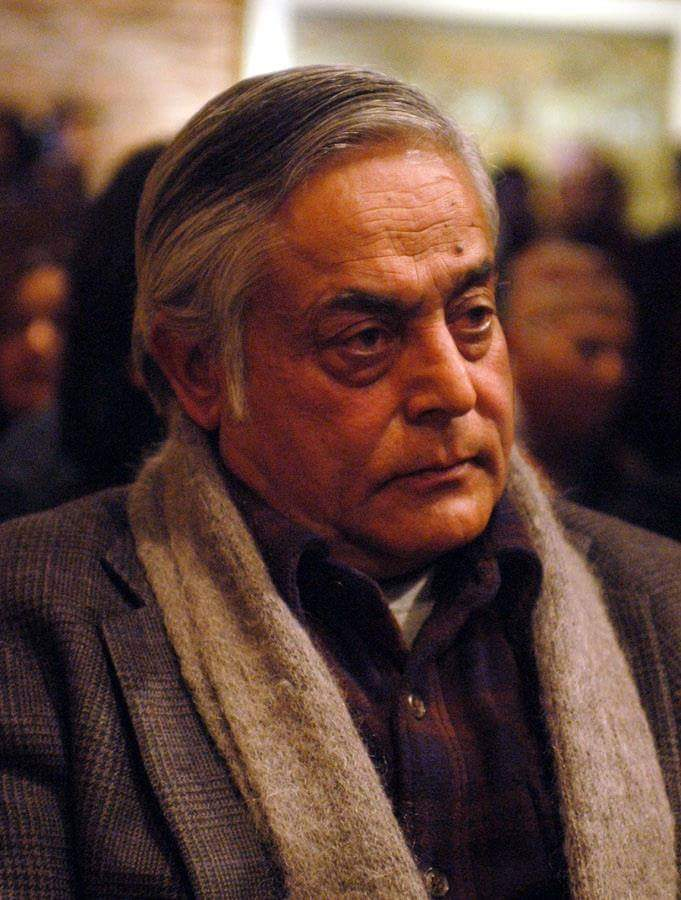
Kshetra Pratap Adhikari

Kshetra Pratap Adhikari (Nepali: क्षेत्रप्रताप अधिकारी, Kṣetrapratāp Adhikārī; * 1942 in Mirlung, Distrikt Tanahun, Nepal; † 13. April 2014 in Bansbari, Nepal) war ein nepalesischer Lyriker und Liedtextdichter.

## Leben
Adhikari und seine Texte in Liedform besaßen eine generationenübergreifende Bekanntheit in seinem Heimatland. Er schrieb Gedichte, die in Nepal in bedeutenden Anthologien erschienen und vielfach vertont wurden.
2012 erhielt er den Life Time Achievement Award 15th Hits FM Music Award für sein Lebenswerk.
Zu den bekanntesten Liedern, deren Text er verfasste, gehören „Jindagina Dherai Kura garma Bacchi Chha, Sabaibhan Thulo Kura Marma Baaki Chhab“, „Kya Bore Bhayo“, „Me Ta Laliguras Bhayechhu“. Zu den bekanntesten Interpreten seiner Texte zählen die nepalesischen Sänger Narayan Gopal, Bachchu Kailash, Ram Krishna Dhakal und Yogeshwar Amatya.
Während des Panchayatregimes war er auch für einige Zeit stellvertretender Staatsminister für Erziehung. 
Adhikari lebte in der nepalesischen Hauptstadt Kathmandu. Am 13. April 2014 starb er im Alter von 72 Jahren an den Folgen eines Herzinfarktes in einem Herzzentrum in Bansbari.